# طيريات
الطيريات (الاسم العلمي: Bethylidae)، فصيلة حشرات دبورية من رتبة غشائيات الأجنحة. أنواعها أما طفيلية أو قانصة.